# Pseudodinia antennalis
Pseudodinia antennalis är en tvåvingeart som beskrevs av Malloch 1940. Pseudodinia antennalis ingår i släktet Pseudodinia och familjen markflugor. Inga underarter finns listade i Catalogue of Life.